# Альвис
А́львис (др.-исл. Alvíss — «всезнающий», «всемудрый», возможно, также в шутливом значении «всезнайка») — в скандинавской мифологии один из гномов (двергов), состязавшийся в мудрости и знаниях с богом грома и грозы Тором и превращённый в камень.

## Этимология
Имя др.-исл. Alvíss переводится как "Всезнающий", "Всемудрый", возможно, учитывая сюжет сказания и его завершение (превращение гнома в камень вследствие его гордости своими обширными знаниями), могло пониматься также и в шутливом значении "Всезнайка". 

## Упоминания
Альвис известен по эддической песни "Речи Альвиса", включаемой в "Старшую Эдду". Обрамлением песни выступает рассказ о том, как гном Альвис, посватавшись к дочери бога грома Тора по имени Труд в его отсутствие, встречается с вернувшимся домой Тором. Тор, не желая выдавать свою дочь за гнома и не дав согласия на брак, ставит условие: гном сможет получить руку его дочери только в том случае, если сможет ответить на все его вопросы, касающиеся знаний об устройстве мира. Различными вопросами Тор задерживает гнома до восхода солнца, и тот превращается в камень - согласно поверью, все подземные и многие злобные сверхъестественные существа (тролли, великаны, гномы) при свете солнца обращаются в камень.

Основным содержанием песни выступают сами ответы Альвиса на вопросы Тора; каждый из них предваряется соответствующим рефреном-вопросом: 
Альвис, скажи мне, —
про все, что есть в мире,

наверно, ты знаешь...
Ответы на вопросы Тора представляют собой ценные сведения по мифологии, космогонии и особенностям скальдической поэзии Древней Скандинавии периода VIII - XII веков. Увлёкшись в ответах на вопросы и, вероятно, желая показать свои знания и великую мудрость, Альвис не заметил приближения рассвета и превратился в камень с первыми лучами солнца. На наступление рассвета обращает внимание и сам Тор, говоря:
«Чья еще грудь
вместила бы столько
сведений древних!
Но хитростью мощной
тебя обманул я:
ты в доме застигнут

солнечным светом!»

## Интерпретации
Альвис не упоминается в других древнеисландских источниках, сохранившихся до настоящего времени. Основное содержание песни о нём - мифологические сведения, представляющие большую ценность не только для исследователей непосредственно мифологических представлений, но и для учёных, занимающихся скальдической поэзией, поскольку содержат большое количество хейти ("Друг Двалина", "Обод", "Светило" - хейти солнца) и кеннингов. История же самого Альвиса предельна кратка. Некоторые исследователи вовсе считают "Речи Альвиса" и сюжет со сватовством гнома подражанием более древним "Речам Вафтруднира", а гнома с таким именем - более поздним изобретением скальдов. 
Как и другие гномы (дверги) и подземные существа (а также великаны и тролли), Альвис был бледным кожей и сравнивается Тором с великаном; он не мог находиться на солнечном свете, рискуя превратиться в камень, чем и воспользовался Тор. 

## Современное влияние
- Сюжет "Речей Альвиса" с обращением гнома в камень во время наступления рассвета был использован Дж. Р. Р. Толкином в повести «Хоббит, или Туда и обратно» для истории с троллями: Гэндальф задерживает троллей, заставляя их начать спор, чтобы наступивший рассвет превратил их в камень до того, как они успели бы спрятаться[2].